# Grönfisk
Grönfisk eller grönlånga (Ophiodon elongatus) är en fiskart som beskrevs av Girard, 1854. Grönfisk ingår i släktet Ophiodon och familjen Hexagrammidae. Inga underarter finns listade i Catalogue of Life.